# Climat tempéré
Une région soumise à un climat tempéré, encore appelée région tempérée ou zone tempérée, est dans le sens commun une partie de la surface terrestre où les températures ne sont pas extrêmes, c'est-à-dire ni torrides, ni glaciales, correspondant aux climats océanique, méditerranéen et subtropical humide selon la classification de Köppen. Ce terme est également employé pour désigner certaines zones dans d'autres classifications climatiques.

## Définition géographique
Une zone tempérée, définie d'un point de vue strictement géographique, regroupe les régions situées entre les tropiques (23°) et les cercles polaires (66°) par opposition aux zones polaires (glaciales) et tropicales (torrides). Par convention, dans une acception plus étroite, les régions tempérées peuvent être cantonnées entre le 40e et le 60e parallèle, en faisant ainsi abstraction des zones subtropicales et subpolaires.
Ces vastes territoires ont quelques particularités communes : le soleil se couche tous les jours, il ne passe jamais au zénith et la durée de la nuit varie fortement au cours de l'année.
Bien qu'elles soient qualifiées de « tempérée », de nombreuses régions de cette zone sont soumises à un climat rude du fait de l'altitude ou de leur situation par rapport aux océans notamment. C'est le cas par exemple de l'Himalaya, du Sahara ou de la Yakoutie.

## Selon Köppen

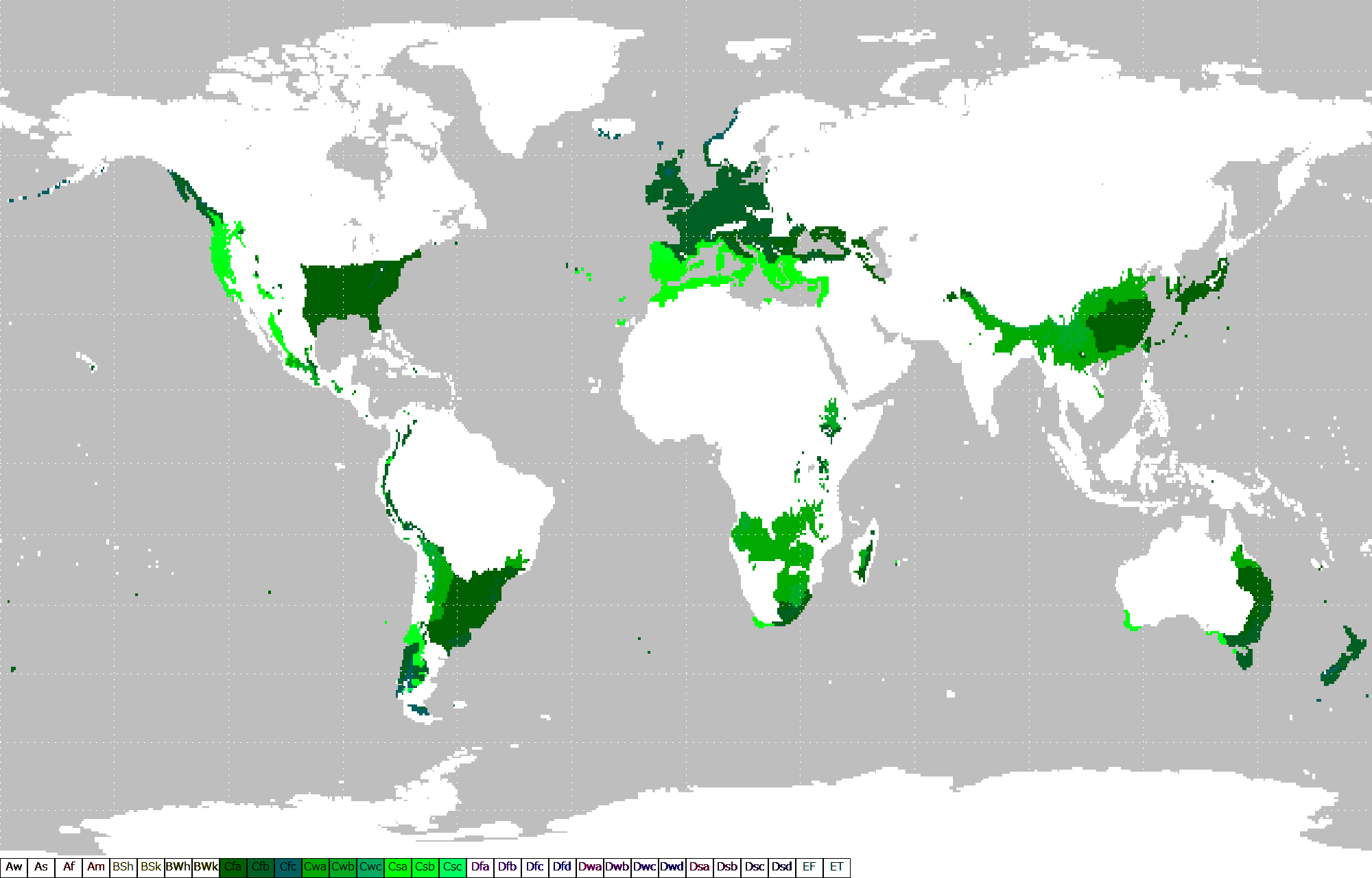
Zone tempérée chaude d'après Köppen ; vert clair : été sec, vert foncé : pas de saison sèche, vert intermédiaire : hiver sec. Les régions tropicales faisant partie de cette zone sont des régions montagneuses.

Dans la classification de Köppen, le climat est dit tempéré chaud pour une vaste zone caractérisée par la lettre C et dont la température moyenne du mois le plus froid est comprise entre 18 et -3 °C (0 °C dans des variantes plus récentes). En plus du climat océanique, il inclut donc également les climats méditerranéen et subtropical humide mais exclut les régions arides ainsi que les régions ayant un climat continental ou boréal à cause de leurs hivers plus rigoureux.

## Selon Schneider
Pour l'Encyclopédie du climat et météo (Encyclopedia of Climate and Weather) de Stephen Henry Schneider, ce climat est caractérisé par une période de 4 à 7 mois où les températures moyennes dépassent les 10 °C et où il y a donc une alternance entre une saison froide et une saison chaude.
Dans ce cadre, deux sous-types sont ensuite définis : le climat tempéré océanique dont la température moyenne du mois le plus froid reste supérieure à 0 °C (F > 0 °C) et le climat tempéré continental (F < 0 °C).
Cette définition reprend la classification proposée par Trewartha (en) en 1966-1980, groupes DO et DC.

## Selon Troll et Paffen
Pour Troll et Paffen, la zone tempérée est beaucoup plus étendue et n'exclut que les régions possédant un climat polaire ou tropical.
Elle inclut la zone tempérée fraîche (zone III) proprement dite ; elle regroupe aussi les climats boréaux dans une zone tempérée froide (II) ainsi que les climats subtropicaux dans une zone tempérée chaude (IV), définie ici comme des régions où les hivers sont doux avec une température comprise entre + 2 et +13 °C.